# Benedetto da Maiano

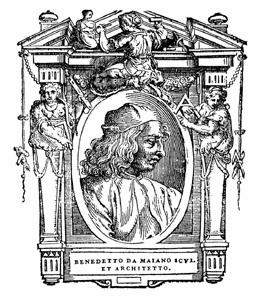
Giorgio Vasari Le Vitéjében

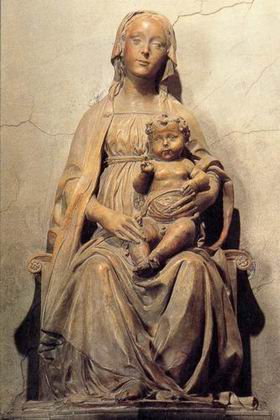
Madonna dell'Olivo (1480 körül), Pratói székesegyház

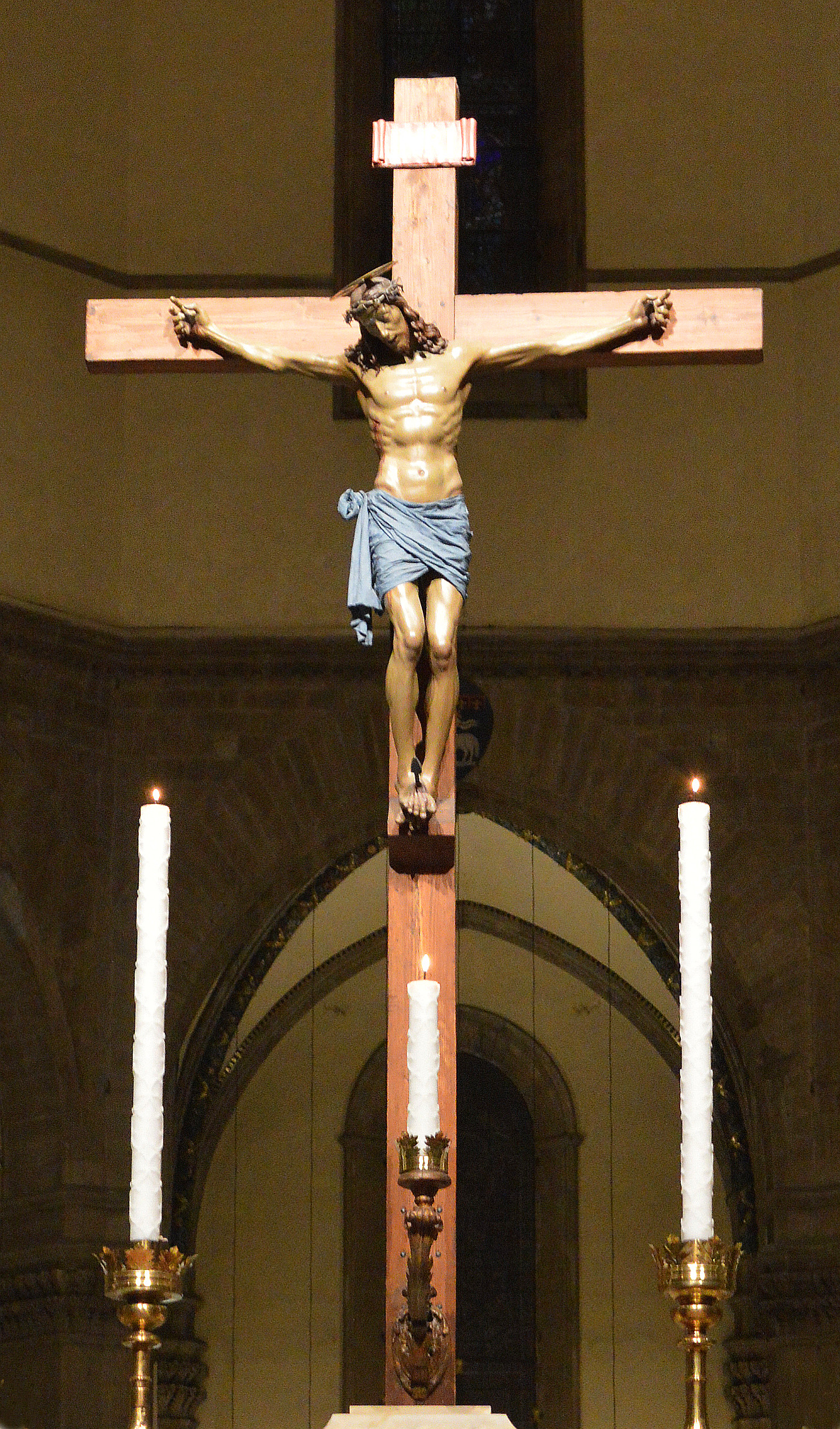
Feszület (1495 körül), Santa Maria del Fiore katedrális, Firenze

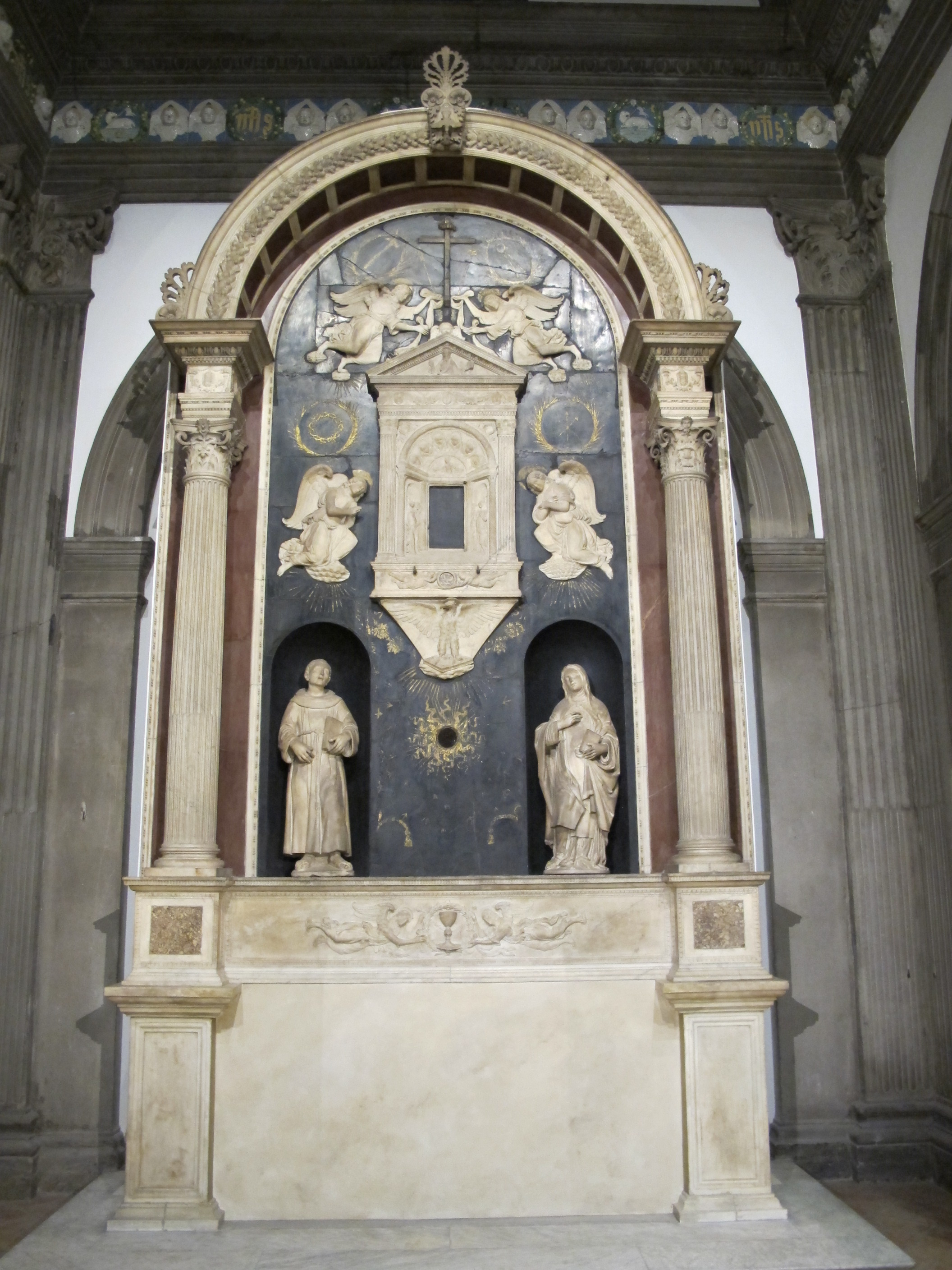
Benedetto da Maiano és Leonardo del Tasso, a főoltár Anconája (1493–1497), a firenzei Santa Chiara egykori templomában

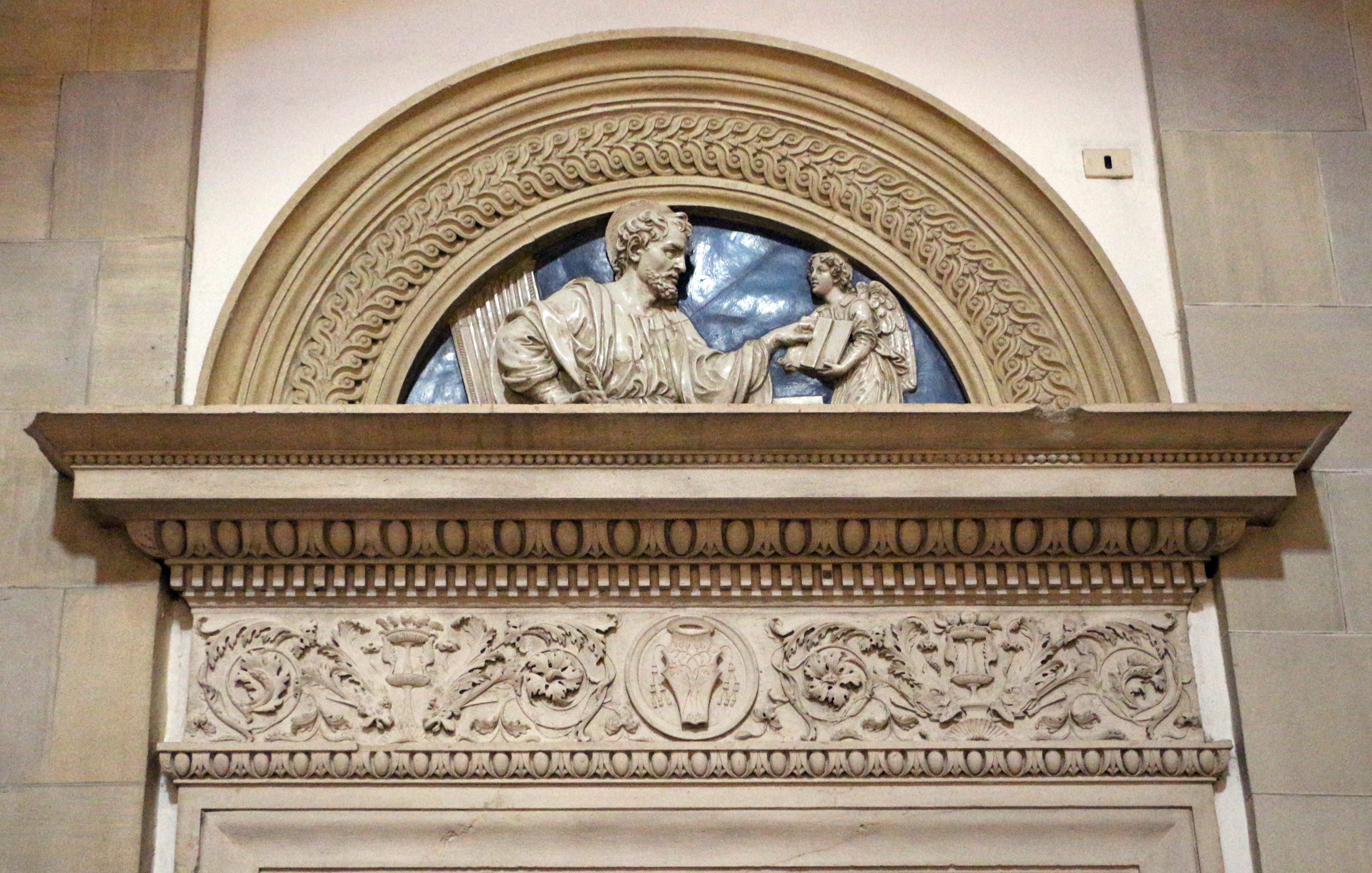
Szent Máté-lunetta, 1481, a Szent Ház Szentélye, Loreto

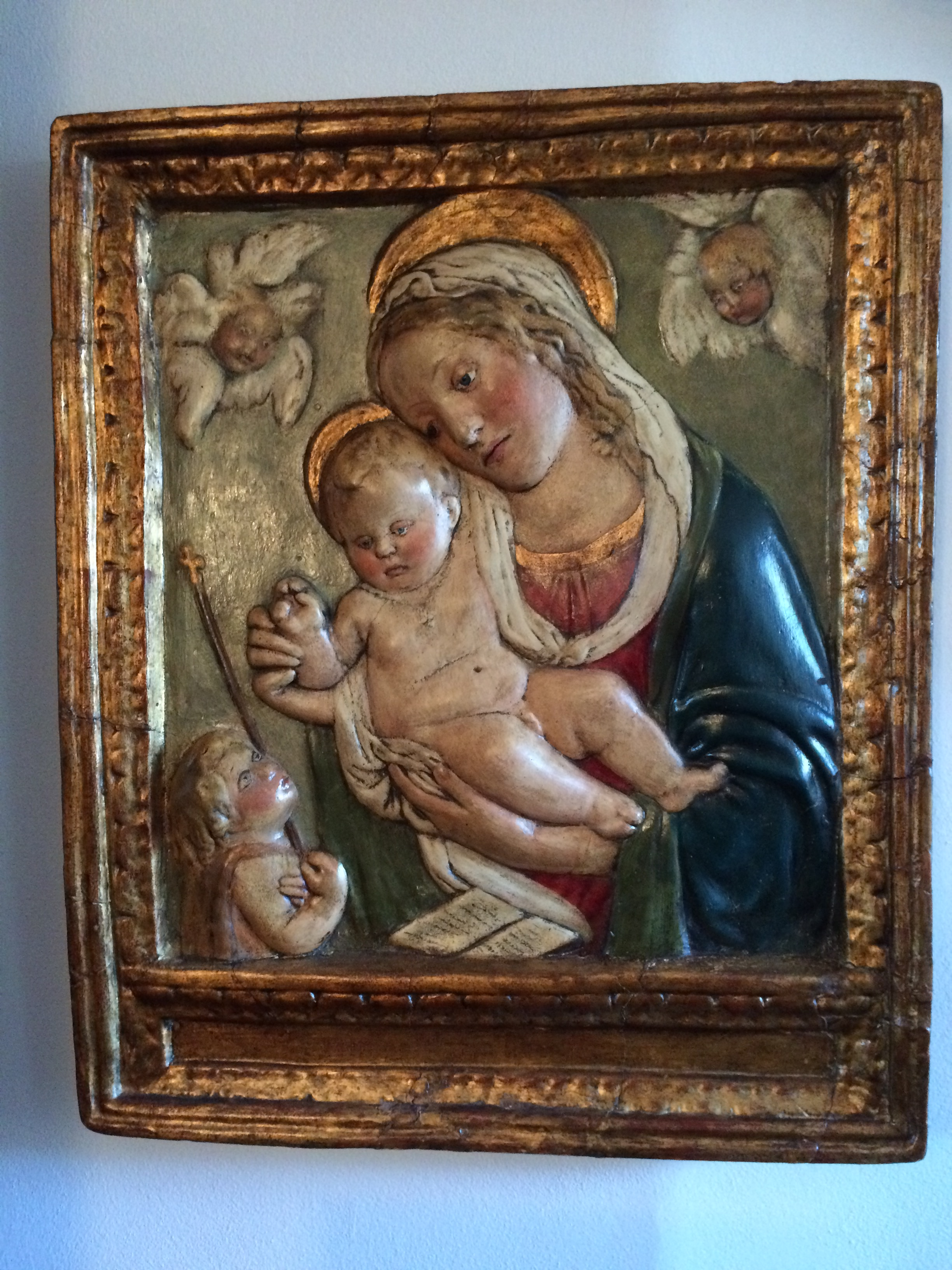
Benedetto da Maiano: Madonna Gyermekével és a kis Keresztelő Szent Jánossal, 1490 k., üvegezett terrakotta

Benedetto da Maiano, más néven Benedetto di Leonardo (Maiano, 1442 – Firenze, 1497.  május 24.) itáliai reneszánsz építész és szobrász.

## Életpályája
Művészi képzése családján belül, fafaragó apja, Leonardo d'Antonio útmutatásain, valamint két fivérével,  Giuliano da Maianóval és Giovannival való kapcsolatán alapult.
Művészeti tevékenységét főleg faszobrokkal kezdte, és ezzel a technikával hamar híressé vált, olyannyira, hogy a firenzei Palazzo Vecchio mennyezetét ő díszíthette. A kőszobrászatban első alkotásait Bernardo Rossellino és a klasszikus modellek befolyásolták, amint azt a faenzai katedrálisban látható San Savino-bárka is bizonyítja.
Művészetének leghíresebb tanúságai közé tartozik a San Gimignano egyetemi templom Santa Fina oltára és a firenzei Santa Croce szószéke. Ez utóbbi ötszögletű, oszlopnak támaszkodó alappal és négy faragott táblával, amelyek Assisi Szent Ferenc életét mesélik el, kis oszlopokkal tarkítva, amelyeken Filippo Brunelleschi kockái és klasszikus ihletésű fríz láthatók; az alsó gyámköveken ott vannak az Erények, nagy plaszticitással.
Sandro Botticellivel és Baccio Pontellivel szerzője azoknak a rajzoknak, amelyek mintául szolgáltak ahhoz az intarziás dekorációhoz, amely Federico da Montefeltro herceg urbinói Palazzo Ducaléban található dolgozószobájának falait gazdagítja.
Az 1470-es években Firenze egyik legkeresettebb szobrásza volt, lágy és harmonikus stílusának köszönhetően, ahol a naturalizmus, az idealizáció és a technikai virtuozitás kellő mértékben megfért egymás mellett. Fontos megbízásokat kapott, különösen a város arisztokráciája számára készített mellszobrokat, amelyek közül kiemelkedik Pietro Mellini (1474) és Filippo Strozzi mellszobra (1476). A Fájdalmas Szűzanya, a 15. század utolsó évtizedének polikróm terrakotta mellszobrát, a La Spezia-i Amedeo Lia Polgári Múzeumban őrzik.
Az 1480-as évek elején a Loretói Szent Ház szentélyében tevékenykedett.
1485 és 1489 között Nápolyba költözött, hogy a Piccolomini-kápolnában Aragóniai Mária emlékművét és a Sant'Anna dei Lombardi Correale-kápolnában értékes Angyali üdvözletet készítsen.
Az arezzói Santa Maria delle Grazie-templom oszlopcsarnoka is építészeti alkotásai közé tartozik.
Gyakran dolgozott bátyjával,  Giuliano da Maianóval. I. Mátyás magyar király számára is dolgozott Aragóniai Beatrixszel kötött házassága után. Visegrádi palotájából 2024-ben is kerültek elő carrarai márványból faragott kerubszobrai.
Intarziáiról is híres volt, olyannyira, hogy Giorgio Vasari, aki e művészet legfontosabb pillanatait a tizenötödik századi Firenzébe helyezi, ezt írta A legkiválóbb festők, szobrászok és építészek élete című művében: „A legjobb dolgok ebben a fajtában már Firenzében készültek Filippo di ser Brunellesco, majd Benedetto da Maiano idejében.”

## Válogatott művei
- Arezzo
  - Loggia, Santa Maria delle Grazie
- Berlin, szoborgyűjtemény a Bode-Múzeumban
  - III. Ince pápa látomása, 1472-75 k.
  - Három kerub, 1475 k.
  - Trónoló Madonna Gyermekével, 1480
  - Id. Filippo Strozzi mellszobra
  - Pajzs alakú lunetta a Gherardiak fegyvereivel
  - Raffaele Riario bíboros mellszobra (attribútumaival).
- Szépművészeti Múzeum (Budapest)
  - Krisztus és a szamaritaniai nő a kútnál
- Faenzai dóm
  - San Savino bárkája
- Firenze
  - Santa Maria del Fiore: Feszület (1495 k.)[15]
  - A Kegyelem temploma: Szent Sebestyén
  - Museo nazionale del Bargello: 
    - Pietro Mellini büsztje, márványszobor (1474)
    - Zenészek csoportja

  - Palazzo Vecchio: Keresztelő Szent János.
  - Santa Croce-bazilika:
    - Szószék, 1481 k.
    - Főportál

  - Santa Maria Novella-bazilika:
    - Madonna a Gyermekkel
    - Id. Filippo Strozzi sírja

  - Az egykori Santa Chiara (Pio Fedi-galéria): Anconai főoltár (Leonardo del Tassóval, 1493–1497)
  - Santa Trinita-bazilika: Mária Magdolna
- Santa Casa-bazilika,  Loreto
  - Keresztelőkút, San Giovanni, sekrestye, 1480 k.
  - Lunetta: Szent Máté, üvegezett terrakotta az azonos nevű sekrestye portálján, 1481
  - Lunetta: Szent Lukács, üveges terrakotta az azonos nevű sekrestye portálján, 1481
  - Lunetta: Szent János üveges terrakotta az azonos nevű sekrestye portálján, 1481 (az elveszett mű gipszmásolata)
  - Lunetta: Szent Márk, üveges terrakotta az azonos nevű sekrestye portálján, 1481 (az elveszett  mű gipszmásolata)
- Lion, Szépművészeti Múzeum
  - Madonna Gyermekével (szinezett famásolat a washingtoni márványszoborról)
- Mercatello sul Metauro, Szent Ferenc-templom
  - Federico da Montefeltro és Ottaviano Ubaldini medáljai (a fal hátoldalán)
- Párizs
- Jacquemart-André múzeum
  -     - Madonna Gyermekével.

  - Louvre:
    - Filippo Strozzi márvány mellszobra (1476 k.)
    - Madonna Gyermekével (attribútumaival).
- Pratói székesegyház
  - Madonna dell'Olivo (1480 k.)
- San Gimignano: 
  - Santa Fina-kápolna Collegiata oltára
  - Szent Bertalan bárkája Chiesa di Sant’Agostino
- Szentpétervár, Ermitázs
  - Ismeretlen férfi mellszobra
- Siena, Basilica di San Domenico
  - Márványcibórium és két angyal
- Washington, National Gallery of Art
  - Madonna Gyermekével, 1475 k.
  - Keresztelő Szent János, 1480 k.
- Nápoly, Sant’Anna dei Lombardi-templom
  - Maria d'Aragona hercegnő sírja (Antonio Rossellino kezdte el)
  - Angyali Üdvözlet-oltár, Correale-kápolna
- Oppido Mamertina, Museo Diocesano
  - Szent Sebestyén shobrs

## Fordítás
- Ez a szócikk részben vagy egészben  a   Benedetto da Maiano című olasz Wikipédia-szócikk ezen változatának fordításán alapul.  Az eredeti cikk szerkesztőit annak laptörténete sorolja fel. Ez a jelzés csupán a megfogalmazás eredetét és a szerzői jogokat jelzi, nem szolgál a cikkben szereplő információk forrásmegjelöléseként.

## Bibliográfia
- Fece di scoltura di legname e colorì: scultura del Quattrocento in legno dipinto a Firenze. Firenze-Milano: Giunti (2016). ISBN 978-88-09-82913-8
- Benedetto da Maiano. Ein Florentiner Bildhauer an der Schwelle zur Hochrenaissance. Regensburg: Schnell & Steiner (2005). ISBN ISBN 3-7954-1719-8
- Giulia Brunetti: BENEDETTO di Leonardo, detto B. da Maiano. In: Alberto M. Ghisalberti (szerk.): Dizionario Biografico degli Italiani (DBI). 8. kötet: Bellucci–Beregan. Istituto della Enciclopedia Italiana, Rom 1966 (olaszul)